# Quiz Show
Quiz Show é um filme de 1994 dirigido por Robert Redford.

## Sinopse
O filme conta a história de um concurso de televisão, (chamado Twenty One) no qual o concorrente deve responder a perguntas de cultura geral. Há um jovem advogado (Rob Morrow) que trabalha para um comité do Congresso dos Estados Unidos, e que suspeita que o concurso é uma fraude e que há um concorrente que conhece as perguntas de antemão. O concorrente actual é um homem de classe humilde (John Turturro), mas os directores do programa decidem substituí-lo por Charles Van Doren (Ralph Fiennes), que é professor de literatura e que se converte rapidamente em estrela, ao aceitar o sistema de perguntas preparadas.

## Prêmios
Oscar - Indicado nas categorias de melhor filme, melhor diretor, Melhor Roteiro Adaptado e Melhor Ator Coadjuvante (Paul Scofield).
Indicado ao Globo de Ouro de Melhor Ator Coadjuvante (John Turturro).